# Feste Romane
Feste Romane, dt. ‚Römische Feste‘, ist die letzte der drei sinfonischen Dichtungen von Ottorino Respighi, die zusammen die Römische Trilogie bilden. Sie entstand 1928, zwölf Jahre nach der ersten Tondichtung des Zyklus, Fontane di Roma (dt. ‚Brunnen von Rom‘), und vier Jahre nach dem mittleren Werk Pini di Roma (dt. ‚Pinien von Rom‘). Wie die beiden anderen ist sie in vier Sätze gegliedert und zählt zu den bekanntesten Hinterlassenschaften des Komponisten. Sie wurde am 21. Februar 1929 in der Carnegie Hall in New York durch die New Yorker Philharmoniker unter der Leitung von Arturo Toscanini uraufgeführt.

## Sätze und Programmatik
Das Werk besteht aus vier Sätzen:
- Circenses (Zirkusspiele)
- Il Giubileo (Das Jubeljahr)
- L’Ottobrata (Oktoberfest)
- La Befana (Dreikönigsnacht)

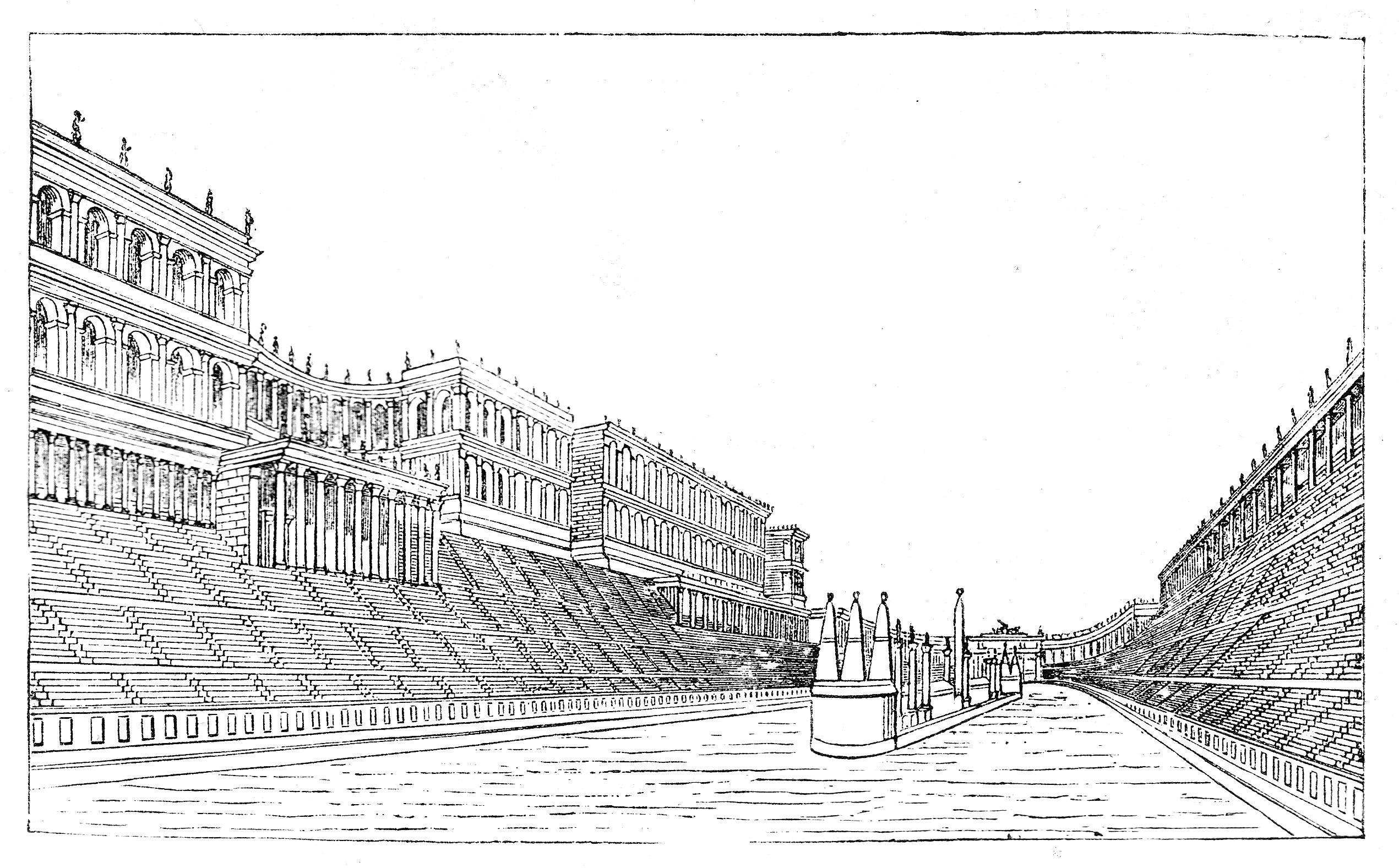
Der Circus Maximus

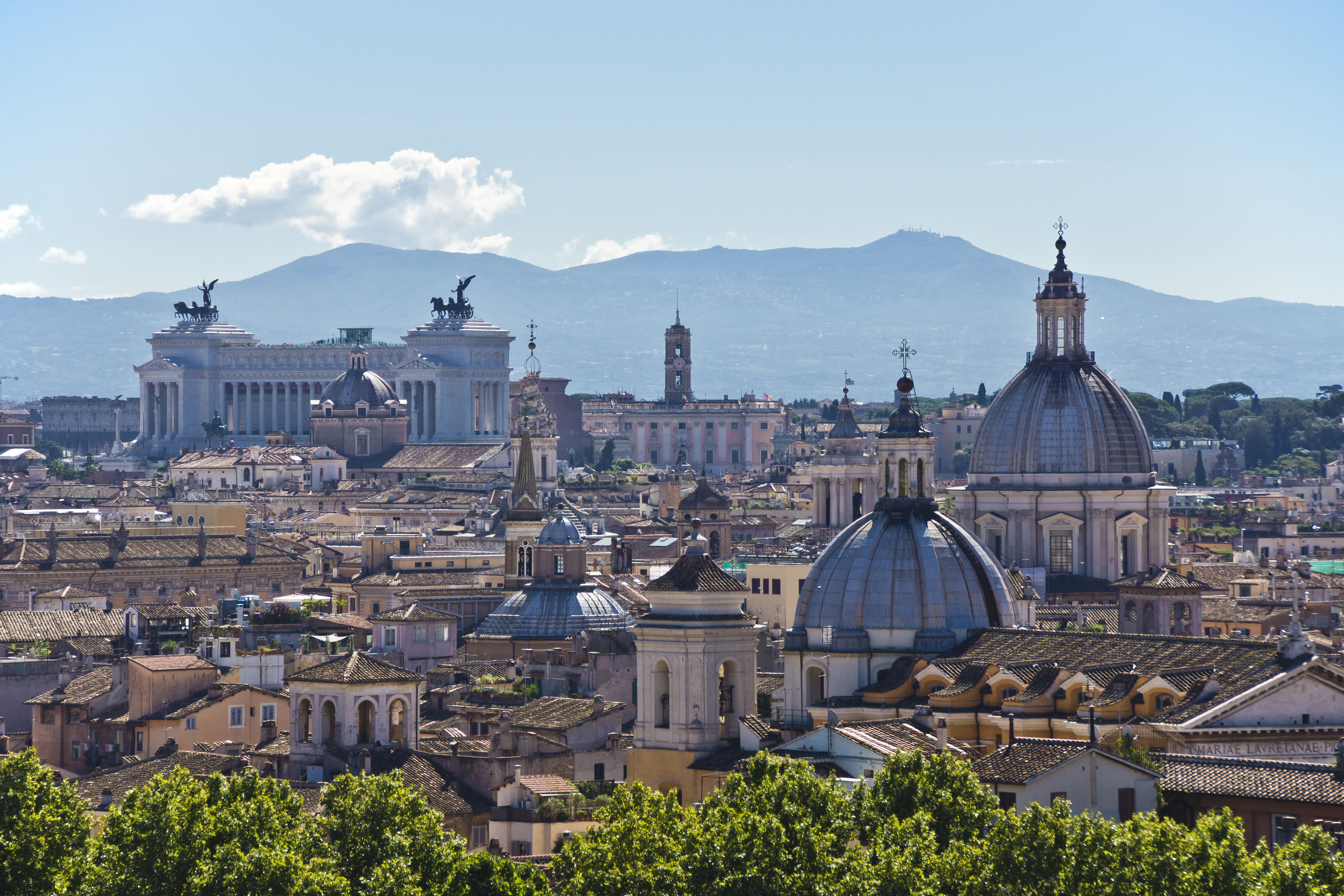
Blick auf Rom

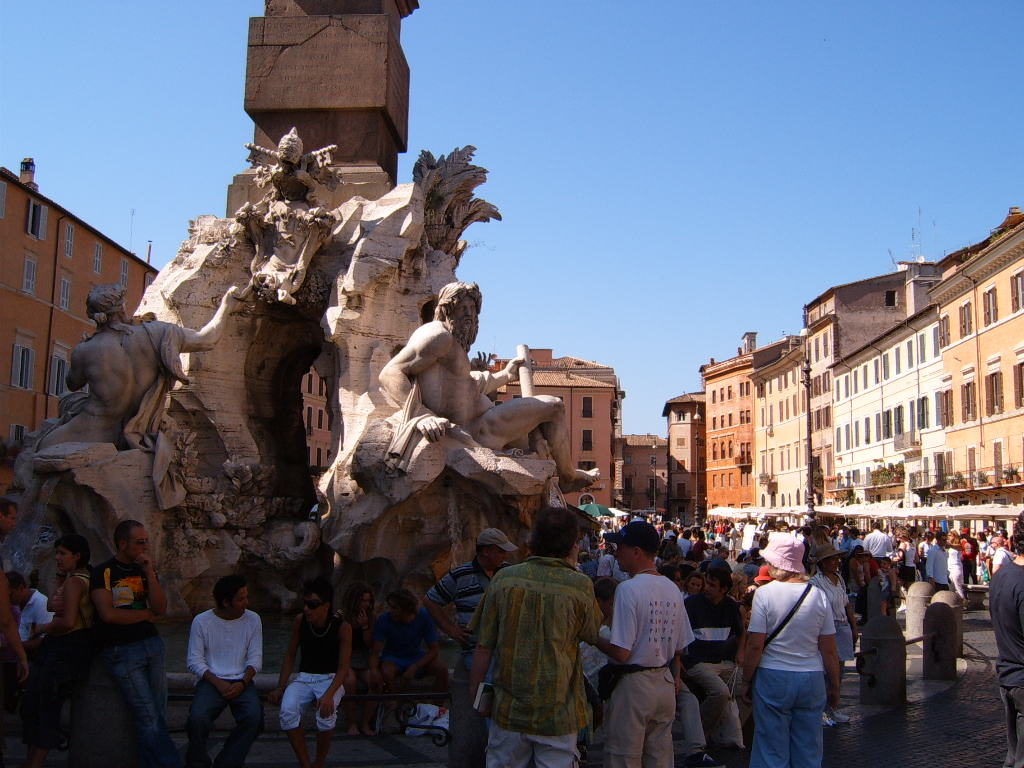
Piazza Navona: Fontana dei Quattro Fiumi

Der Komponist stellte der Partitur folgendes Programm voran:

„Der Himmel steht finster über dem Circus Maximus, aber das Volk ist in Feststimmung; ‹Ave Nero!› Die eisernen Tore werden geöffnet und alsbald ertönt ein Choral nebst dem Gebrüll wilder Tiere. Die Volksmenge wogt hin und her und erbebt: Unverzagt steigt der Gesang der Märtyrer empor, siegt und geht unter im Tumult.
Die Pilger schleppen sich betend auf der langen Straße hin. Endlich, von der Höhe des Monte Mario, erblicken ihre brennenden Augen und schmachtenden Seelen die heilige Stadt: ‚Rom! Rom!‘ Sie brechen in die jubelnde Hymne ‚Christ ist erstanden!‘ aus, und es erwidert ihnen das Glockengeläute aller Kirchen.
Römisches Oktoberfest in den rebenumkränzten römischen Kastellen: ferne Jagdrufe, klingelnde Pferdegeschirre, Liebesgesänge. Es zittert ein romantisches Ständchen durch die milde Abendluft.
Die Dreikönigsnacht auf der Piazza Navona; ein charakteristischer Trompetenrhythmus beherrscht den frenetischen Lärm, auf dessen gellender Brandung von Zeit zu Zeit allerlei Klanggebilde vorüberschaukeln, als Bauernlieder, Saltarellenhopser, Maschinenorgelklänge aus einer Schaubude und die Stimme des Ausrufers, das Gegröle Betrunkener und der selbstbewusste Kehrreim, in den das römische Volk seine Seele legt: ‹Lassafece passà, semo Romani!› (‚Lasst uns durch, wir sind Römer!‘)“